# 歌川広近
歌川 広近（うたがわ ひろちか、生没年不詳）とは、江戸時代の浮世絵師。

## 来歴
歌川豊広の門人で本姓は安藤、安政のころ没したという。子に二代目広近がいる。『浮世絵師伝』は作画期を文政の頃とする。なお歌川広重も安藤姓を称しているが、広重こと安藤重右衛門の当時の家系で広近に当たる人物は知られず、血縁上の関わりはなかったと考えられる。